# Newtone (musikalbum)
Newtones debutalbum, som gavs ut 1996.
Förutom bandmedlemmarna medverkade bland andra Andreas Carlsson, Arnthor Birgisson och Viktoria Tolstoy på kör.
Alla låtar är skrivna av Max Linder, förutom "I've Found a New Baby", som är skriven av Spencer Williams och Jack Palmer.
"Self Confidence"och "Wish I Sang Like Marvin Gaye" släpptes som singlar.
Albumet är producerat av Newtone och mixat av Magnus Frykberg.

## Låtlista
1. ...Before It Comes...	– 0:28
2. Self Confidence – 4:15
3. Better Friend – 4:36
4. Conspiracy of Grooves – 3:56
5. Wish I Sang Like Marvin Gaye – 3:56
6. All Stupidites – 3:31
7. To Be With You – 4:10
8. Is That So – 3:12
9. I've Found a New Baby – 4:41
10. In The Beginining – 3:33
11. Gravity – 4:58
12. Sad to Sever – 3:45
13. In the End – 1:47